# أليسون إثيريدغ
أليسون إثيريدغ (بالإنجليزية: Alison Etheridge) هي رياضياتية بريطانية، ولدت في 27 أبريل 1964 في ولفرهامبتن في المملكة المتحدة.